# Ukrzeniec rynniec
Ukrzeniec rynniec, puklica rynniec (Elasmostethus interstinctus) – gatunek pluskwiaka z podrzędu różnoskrzydłych i rodziny puklicowatych. Zamieszkuje palearktyczną Eurazję i nearktyczną Amerykę Północną. Żeruje na drzewach i krzewach liściastych.

## Taksonomia
Gatunek ten opisany został po raz pierwszy w 1758 roku przez Karola Linneusza na łamach dziesiątego wydania Systema Naturae pod nazwą Cimex interstinctus. W rodzaju Elasmostethus umieszczony został w 1860 roku przez Franza Xavera Fiebera, zostając jego gatunkiem typowym wskutek monotypowości.

## Morfologia

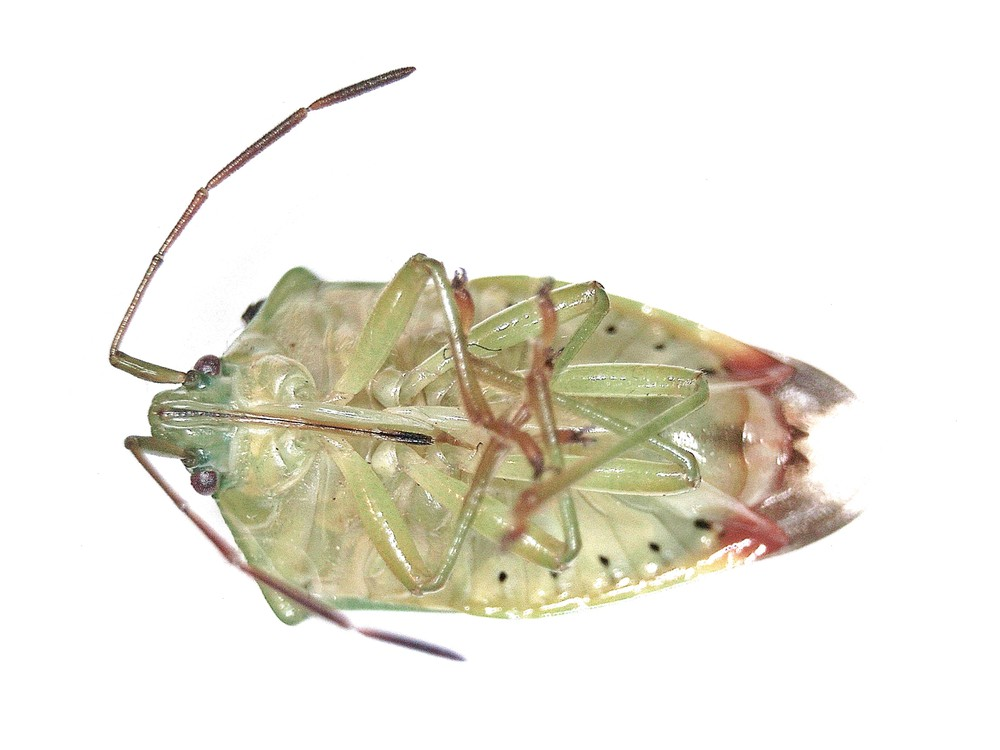
Imago, widok od spodu

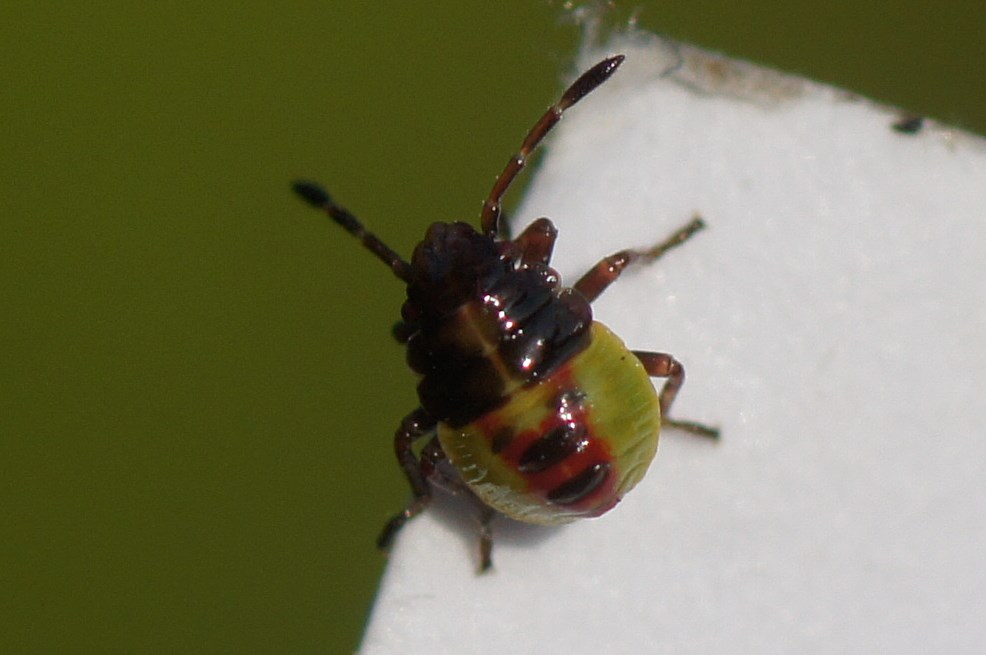
Pierwsze stadium larwalne

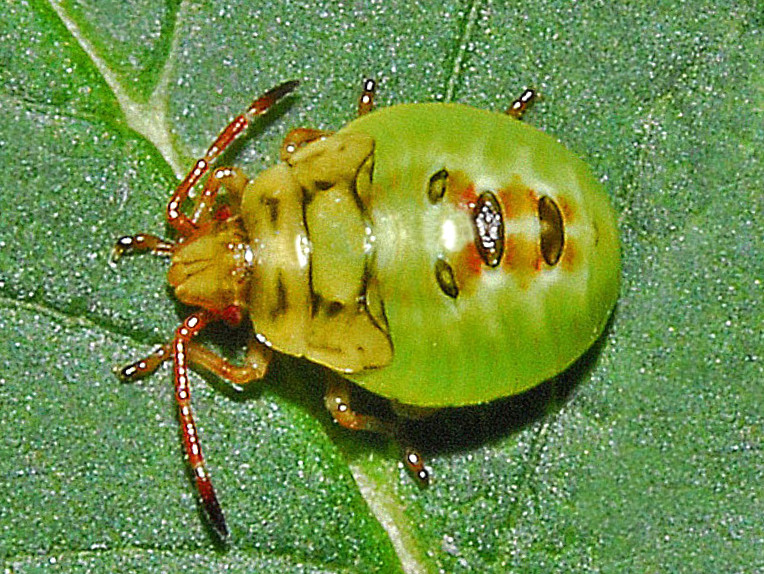
Czwarte stadium larwalne

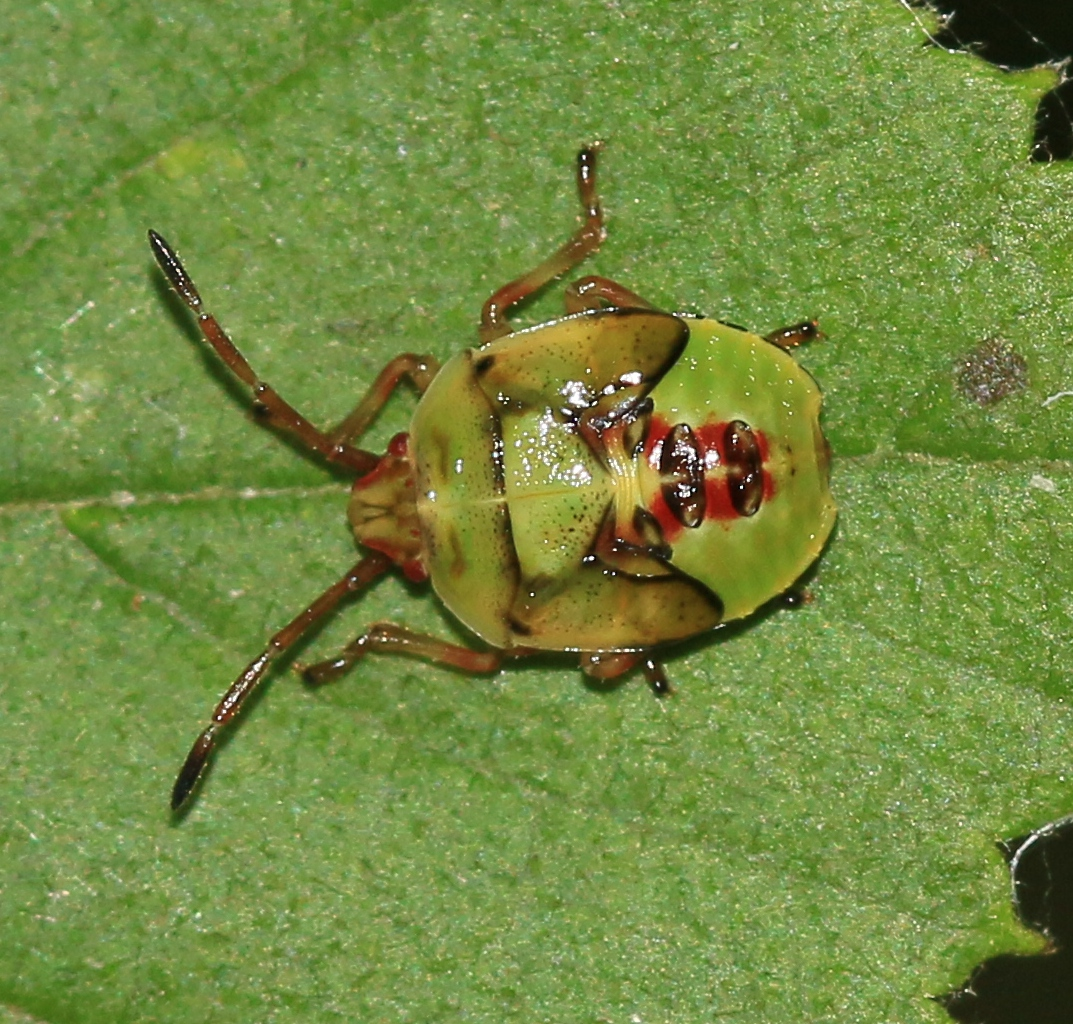
Ostatnie stadium larwalne

Pluskwiak o jajowatym i ku przodowi rozszerzonym w zarysie ciele długości od 8 do 12 mm. Podstawowe ubarwienie może być od zielonożółtego przez żółtobrązowe po czerwonawe. Na wierzchu ciała występuje jaskrawoczerwony do brązowoczerwonego wzór obejmujący tylny brzeg przedplecza, nasadową część tarczki oraz większą część półpokryw, w tym zakrywkę. Wierzch ciała gęsto pokrywają bezładnie rozmieszczone, ciemno podbarwione punkty. Czułki mają człon pierwszy żółtozielony lub żółtobrązowy, drugi zwykle już ciemniejszy, trzeci brązowawy, a czwarty i piąty ciemne. Tergity pod skrzydłami są niemal czarne. Spód ciała zwykle jest jasny z rudym tyłem odwłoka. Spód odwłoka pozbawiony jest ciemnego punktowania, niekiedy ma jednak ciemne plamki po bokach i wokół przetchlinek. Listewka brzeżna odwłoka jest jednobarwna lub ma rudy wierzchołek siódmego segmentu.
Głowa jest w zarysie trójkątna i ma niepunktowaną okolicę oczu. Czułki swym pierwszym członem sięgają poza przednią krawędź głowy. Człony czułków od trzeciego do piątego są gęsto owłosione. Przedplecze ma silnie opadającą część przednią, zgrubiałe brzegi boczne i kąty tylno-boczne słabiej odstające niż u rodzaju Acanthosoma. Tarczka ma zarys wyraźnie dłuższego niż szerokiego trójkąta z krótkim, niepunktowanym wierzchołkiem. Przykrywka ma słabo zaokrąglony brzeg kostalny i zaostrzony kąt zewnętrzno-wierzchołkowy. Środkiem śródpiersia biegnie blaszkowate żeberko, ku przodowi nie osiągające krawędzi przedpiersia. Ujścia gruczołów zapachowych na zapiersiu są wydłużone i zwężone ku wierzchołkom. Odnóża mają gęsto owłosione tylne ⅔ długości goleni i spody stóp. Na trzecim segmencie odwłoka znajduje się krótki wyrostek nieosiągający do bioder środkowej pary odnóży. Na szóstym i siódmym stenicie odwłoka samic znajduje się wyraźnie wykształcony, półkolisty narząd Pendergrasta.
Samiec ma kapsułę genitalną zaokrągloną w widoku grzbietowym. W widoku brzusznym krawędź jego segmentu genitalnego zaopatrzona jest w dwa pęczki długich, ciemnych włosków oraz dwa czarniawe ząbki boczne o rozmiarach wyraźnie mniejszych niż u E. brevis i położeniu bliższym owym pęczkom włosków niż krawędzi zewnętrznej segmentu. Paramery mają szerokie, prostokątne w zarysie, odgięte doogonowo wyrostki zewnętrzne. Falloteka ma po stronie grzbietowej dużą przegrodę. Osłonka błony łącznej jest dobrze rozwinięta i podzielona pięć płatków (lobuli). Samica ma tylną krawędź segmentu ósmego zaokrągloną po bokach i wyraźnie, płytko wykrojoną pośrodku, a tylne naroże segmentu dziewiątego nie wystające poza ósmy.

## Biologia i ekologia
Owad ten zasiedla lasy, zadrzewienia, zarośla, parki, ogrody i nasadzenia przydrożne. Zarówno larwy jak i postacie dorosłe są fitofagami ssącymi, żerującymi głównie na drzewach liściastych, najczęściej na brzozach, olszach i topolach, ale także na borówkach, bukach, dębach, kolcosile straszliwym, ostrokrzewach i wierzbach.
Postacie dorosłe aktywne są od kwietnia do listopada. Rozmnażają się wiosną, w Polsce zwykle w kwietniu. Składanie jaj ma miejsce na górnej stronie liści oraz na owocostanach roślin pokarmowych. Larwy obserwuje się od czerwca do sierpnia, a owady dorosłe nowego pokolenia od sierpnia. Postacie dorosłe są stadium zimującym. Ich zimowanie odbywa się w górnych warstwach ściółki.
Do parazytoidów ukrzeńców zalicza się muchówki z rodziny rączycowatych należące do gatunków Subclytia rotundiventris, Lophosia fasciata i Ectophasia crassipennis.

## Rozprzestrzenienie
Gatunek holarktyczny. W Europie znany jest z Portugalii, Hiszpanii, Irlandii, Wielkiej Brytanii (na północ do Szkocji), Francji, Belgii, Holandii, Luksemburga, Niemiec, Szwajcarii, Liechtensteinu, Austrii, Włoch, Danii, Szwecji, Norwegii, Finlandii, Estonii, Łotwy, Litwy, Polski, Czech, Słowacji, Węgier, Białorusi, Ukrainy, Mołdawii, Rumunii, Bułgarii, Słowenii, Chorwacji, Bośni i Hercegowiny, Czarnogóry, Serbii, Albanii, Macedonii Północnej, Grecji oraz europejskiej części Rosji. W Azji zamieszkuje Syberię, Rosyjski Daleki Wschód (włącznie z Kamczatką, Sachalinem i Kurylami), Chiny, Koreę i Japonię (Hokkaido, Rishiri i Rebun). W nearktycznej Ameryce Północnej znany jest z Alaski i zachodniej Kanady (Kolumbia Brytyjska i Terytoria Północno-Zachodnie). W Polsce jest gatunkiem pospolitym, często spotykanym.